# 2012年山东潍坊非法疫苗案
2012年山东潍坊非法疫苗案，是指中国山东省潍坊市的警方在2012年破获的一起涉及全国价值过亿元的非法疫苗案。此案的非法疫苗涉及流感疫苗、乙肝疫苗、狂犬疫苗、水痘疫苗等。

## 起因
2012年5月23日，从中国山东省潍坊市公安局转下一封匿名举报信，称向阳路一家药店出售过期药品，并且此药店在没有疫苗经营资质的情况下，非法经营疫苗。

## 调查
自2005年至2012年，姜某一直都在非法经营疫苗。他的经营上线有郑州和石家庄等地。姜某是中间经销人员，在山东省进行非法疫苗销售。他涉及的非法疫苗42494支，涉案价值1.2亿元。
警方去抓捕一名河南上线时，就发现在院子里有非法疫苗，疫苗旁边有一堆冰块。这些非法疫苗通过快递发送，并未使用规范的冷藏设备。这会导致疫苗失效或变质。